# Muzeul Național Centru de Artă Reina Sofía din Madrid
Muzeul Național Centru de Artă Regina Sofía (în spaniolă Museo Nacional Centro de Arte Reina Sofía, abreviat MNCARS, denumit mai simplu „Museo Reina Sofía”), este un muzeu național spaniol de artă modernă și contemporană situat la Madrid, care acoperă perioada care se întinde din 1900 până în zilele noastre.
Muzeul a fost denumit în onoarea Reginei Sofía, regină a Spaniei și soție a regelui Juan Carlos I care a domnit din 1975 până în 2014. Este unul dintre cele mai mari muzee din Spania și este socotit printre cele mai vaste muzee de artă contemporană din lume.

## Istorie
Clădirea centrală a muzeului este vechiul spital San Carlos, construit sub conducerea lui José de Hermosilla apoi Francesco Sabatini, la cererea lui Carol al III-lea, la sfârșitul secolului al XVIII-lea.
Începând din 1980 s-au întreprins lucrări pentru instalarea unui muzeu acolo. Centro de Arte Reina Sofía a prezentat expoziții temporare începând din aprilie 1986. În mai 1988, instituția a fost declarată muzeu național prin decret. Tomás Llorens devine primul său director. El se va strădui să îmbogățească colecțiile cu lucrări ale marilor artiști spanioli din secolul al XX-lea, până acum subreprezentați.
Muzeul își deschide porțile în 1990, iar colecția sa permanentă a fost inaugurată la 10 septembrie 1992.
Un proiect de extindere a fost încredințat arhitectului francez Jean Nouvel cuprinzând spații pentru expoziții temporare, un auditoriu de 500 de locuri și un altul de 200 de locuri, o librărie, restaurante și birouri.
Lucrările au început în 2002, iar clădirea a fost inaugurată în 2005, mărindu-se suprafața muzeului cu 60 %.
În 2018, muzeul a fondat Catedra Aníbal Quijano coordonată de Rita Segato.
Muzeul Reina Sofía este un organism autonom dependent de Ministerul spaniol al Culturii. Se află în cartierul Atocha (în apropierea gării cu același nume). Este unul dintre vârfurile « triunghiului de aur al artei » spaniole (celelalte vârfuri fiind ocupate de Muzeul Prado și de Muzeul Thyssen-Bornemisza).

## Galerie de imagini

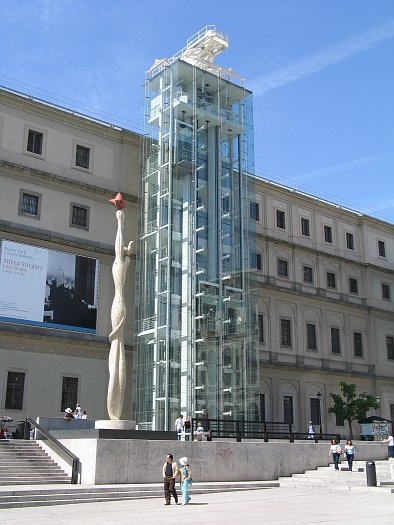
Ascensor al muzeului.
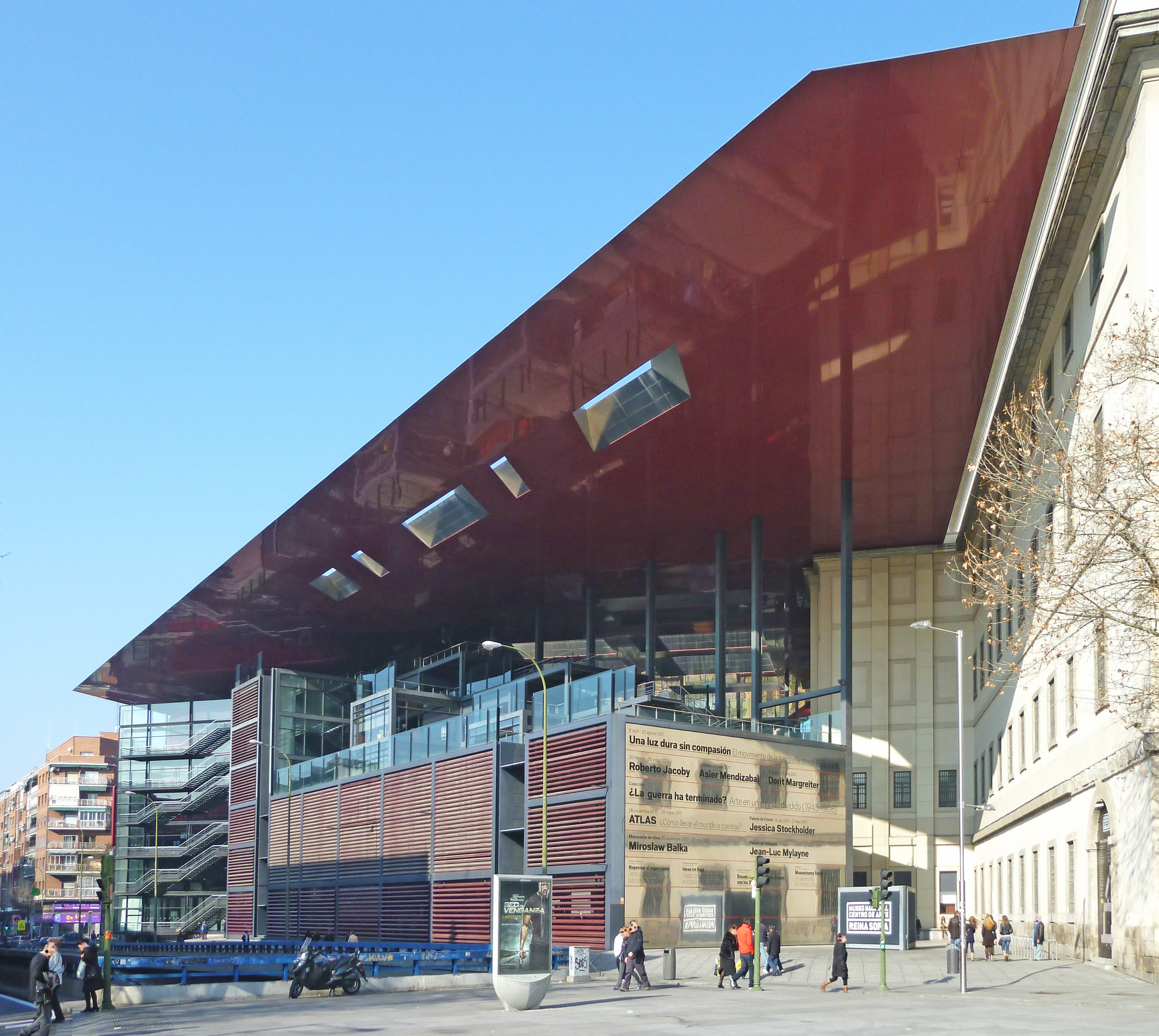
Extensia muzeului.
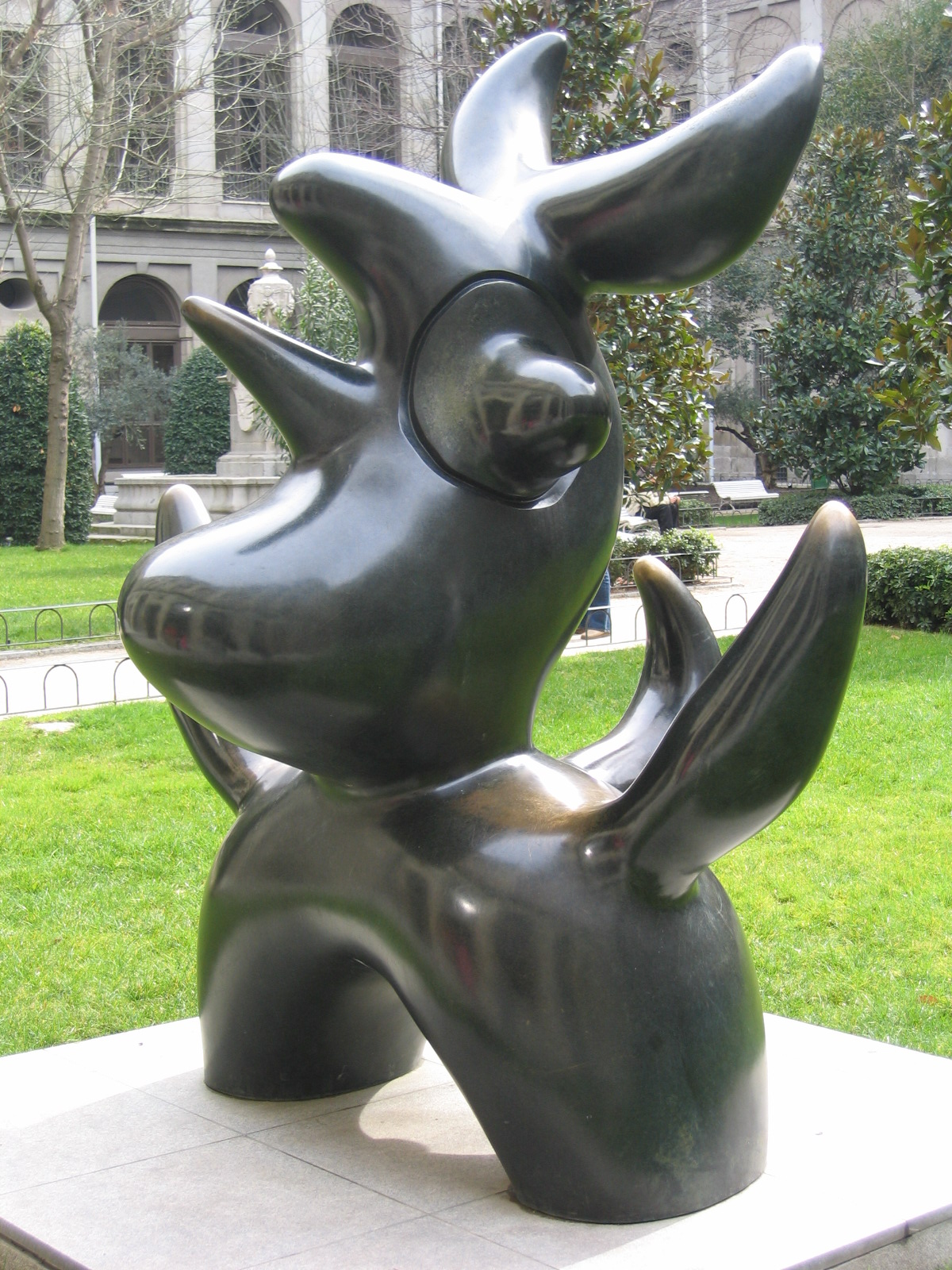
Sculptură de Miró.
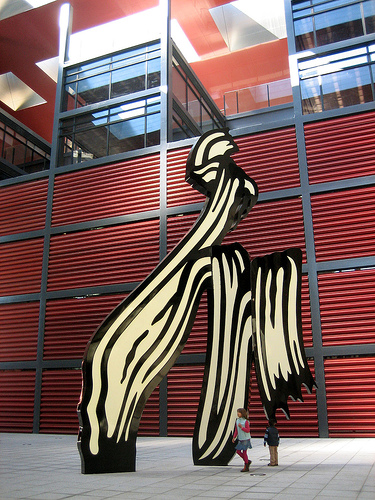
Curtea muzeului.
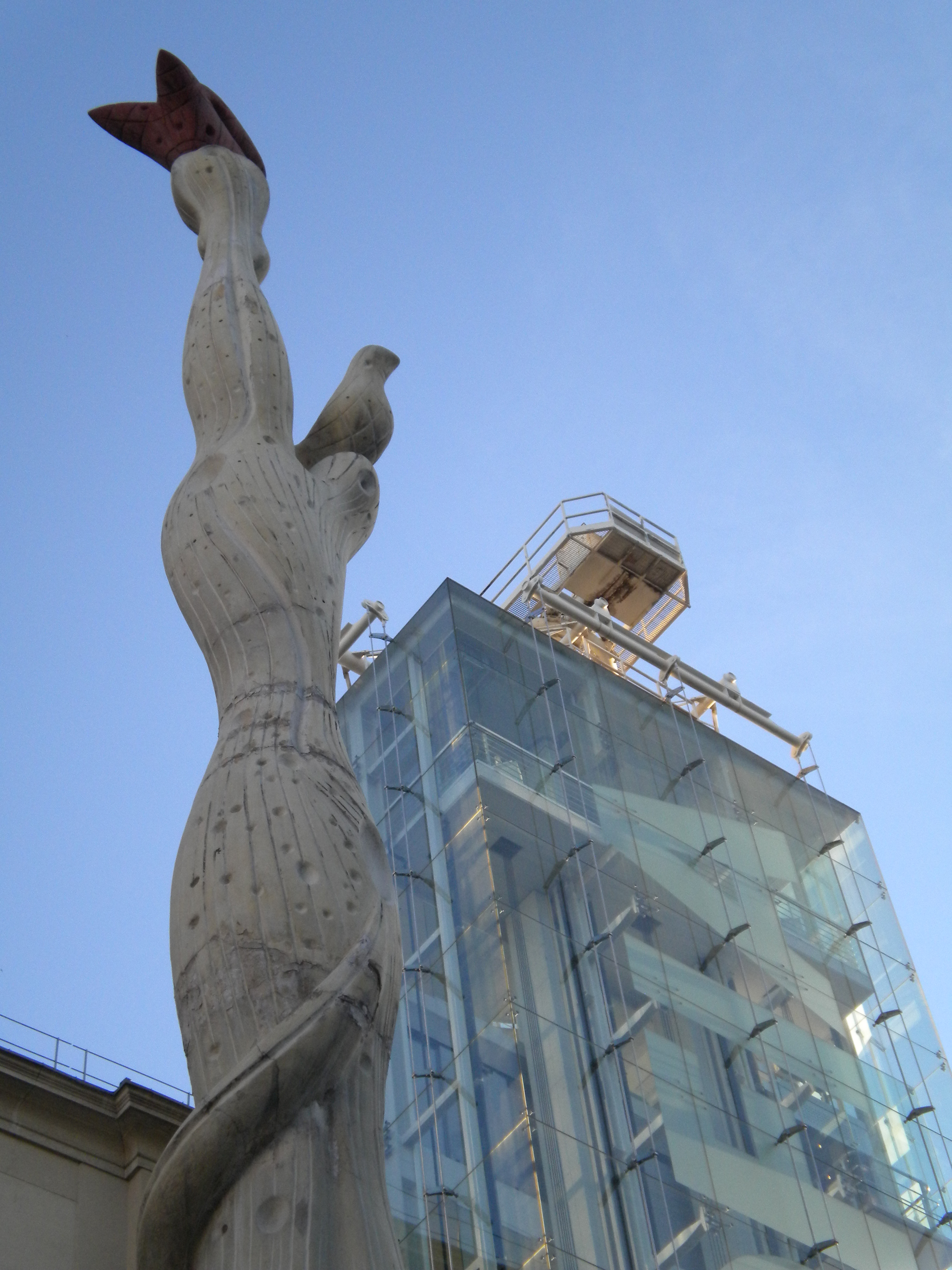
Muzeul Reina Sofía.
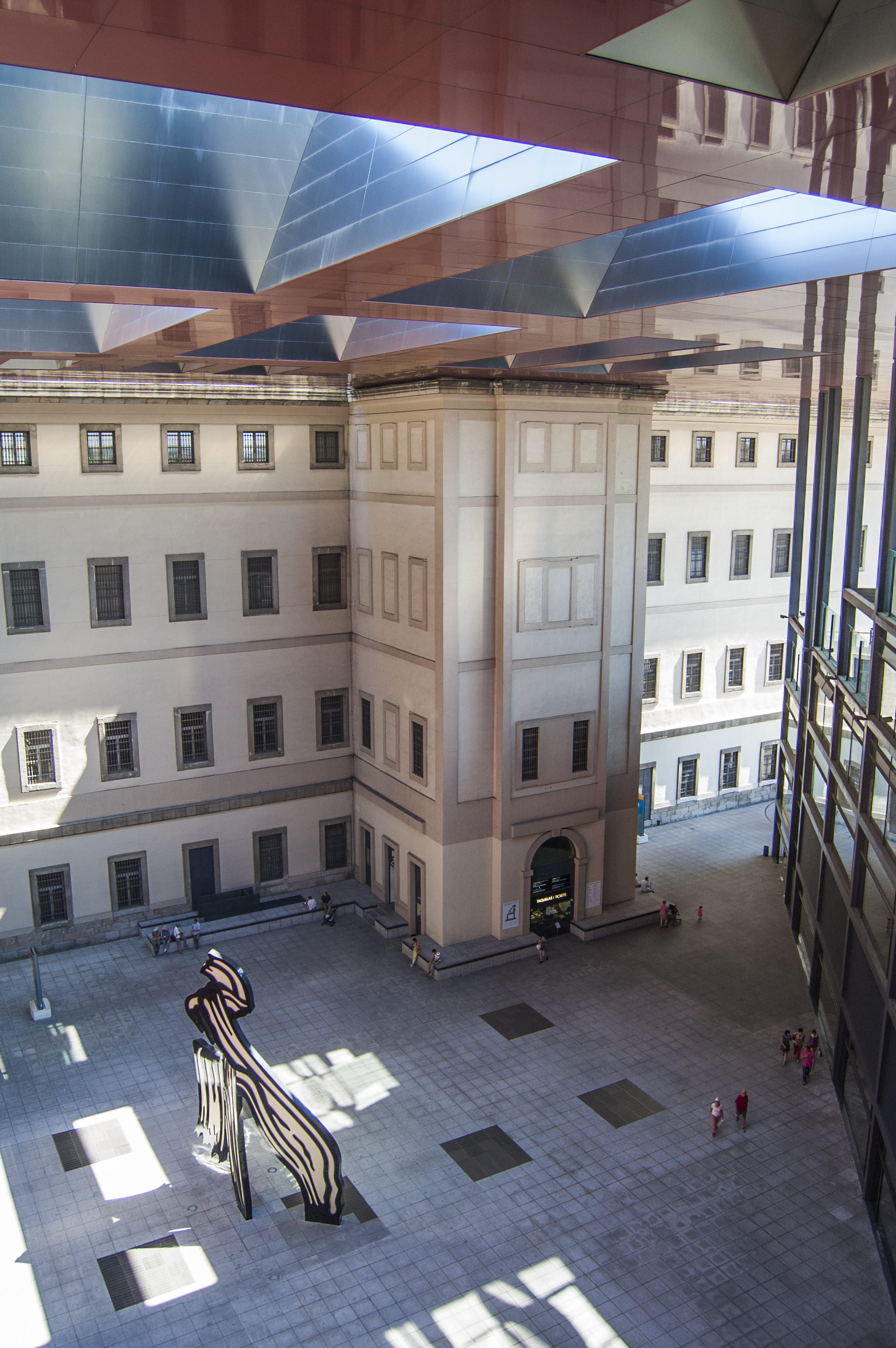
Muzeul Reina Sofía.